# Торп (Вісконсин)
Торп (англ. Thorp) — місто (англ. city) в США, в окрузі Кларк штату Вісконсин. Населення — 1795 осіб (2020).

## Географія
Торп розташований за координатами 44°57′30″ пн. ш. 90°48′9″ зх. д. / 44.95833° пн. ш. 90.80250° зх. д. (44.958382, -90.802393).  За даними Бюро перепису населення США в 2010 році місто мало площу 3,66 км², уся площа — суходіл.

## Демографія
Згідно з переписом 2010 року, у місті мешкала 1621 особа в 712 домогосподарствах у складі 393 родин. Густота населення становила 443 особи/км².  Було 797 помешкань (218/км²).
Расовий склад населення:
| - 98,9 % — білих - 0,6 % — корінних американців |

До двох чи більше рас належало 0,5 %. Частка іспаномовних становила 0,9 % від усіх жителів.
За віковим діапазоном населення розподілялося таким чином: 24,4 % — особи молодші 18 років, 52,4 % — особи у віці 18—64 років, 23,2 % — особи у віці 65 років та старші. Медіана віку мешканця становила 41,5 року. На 100 осіб жіночої статі у місті припадало 88,3 чоловіків;  на 100 жінок у віці від 18 років та старших — 86,5 чоловіків також старших 18 років.
Середній дохід на одне домашнє господарство  становив 42 994 долари США (медіана — 37 500), а середній дохід на одну сім'ю — 51 367 доларів (медіана — 48 553). Медіана доходів становила 36 750 доларів для чоловіків та 33 750 доларів для жінок. За межею бідності перебувало 14,1 % осіб, у тому числі 12,0 % дітей у віці до 18 років та 19,9 % осіб у віці 65 років та старших.
Цивільне працевлаштоване населення становило 758 осіб. Основні галузі зайнятості: освіта, охорона здоров'я та соціальна допомога — 28,9 %, виробництво — 19,8 %, мистецтво, розваги та відпочинок — 12,0 %, роздрібна торгівля — 9,2 %.